# Символ серця

Символ серця

Символ серця (♥) — символ у вигляді (формі) серця. Символ часто використовується для позначення любові.

## Версії походження
- Пара лебедів, підпливають назустріч один одному, в момент торкання утворюють форму серця. Лебеді є символом кохання, любові, вірності та відданості, оскільки сформована пара залишається разом на все життя[1], що в світі тварин спостерігається вкрай рідко[2].

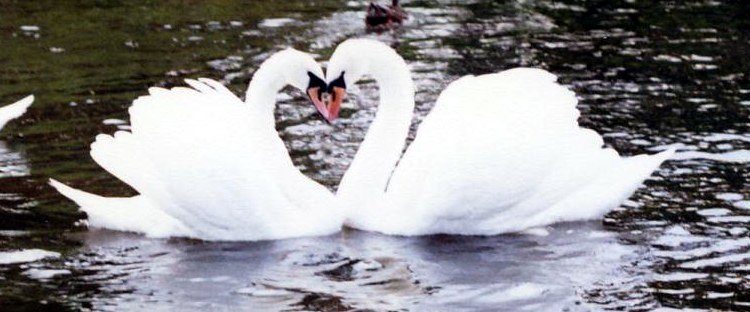

- Малюнок зображує два серця з'єднаних разом.
- Зображення має схожість зі схематичним зображенням серця земноводного[3].
- Символ серця також можна простежити у фігурі, яку утворюють голови людей, які цілуються.
- Форма символічного серця — не що інше, як лист плюща[4]. У елліністичній культурі плющ вважався символом бога виноробства і пристрасті Діоніса. На грецьких амфорах часто використовували символ плюща для декорування.[5] Плющ мав багато значень — в тому числі і непристойних: грецькі «будинки терпимості» в IV ст. до н. е. використовували лист плюща як емблему.
- За однією з версій, знак зображає область жіночого таза. Психолог Гальдіно Пранзароне з коледжу Роаноке в американському штаті Вірджинія вважає, що символ серця має походження від особливості жіночої анатомії, вказуючи на те, що античні люди асоціювали жіночу красу насамперед з формами жіночого тіла зі спини: "… так цінувалися древніми греками, що вони навіть побудували спеціальний храм Афродіта Калліпігос …  [ Який, ]  мабуть, був єдиною релігійною спорудою у світі, присвячений схилянню перед жіночими сідницями "[6][7].
- Символ серця — не що інше, як розкритий стручок сильфія, найпоширенішого засобу контрацепції в стародавньому Римі.

## Використання

Вітальна листівка — валентинка, 1950

- Для візуального позначення дієслів «любити» і «кохати». Наприклад: «Я ♥ тебе» = «Я люблю тебе».
- Як символ кохання зображується на подарункової продукції: листівках, іграшках, шоколадних цукерках тощо. При святкуванні Дня святого Валентина заведено дарувати листівки у формі серця — "валентинки ". Подарунки у вигляді серця також заведено дарувати коханим на день народження та інші свята.
- Знак схематично позначає серце — орган кровоносної системи.
- В комп'ютерних іграх сердечка можуть позначати «життя».
- На гральних картах символ серця позначає масть «Чирва».

На гральних картах символ серця позначає масть «чирва»

## Комп'ютерний код
Серце зазвичай позначається смайликом як  & lt; 3 . В Юнікоді є декілька символів для його позначення:
| накреслення | опис                                         | HTML — код                        | Alt — коди |
| ----------- | -------------------------------------------- | --------------------------------- | ---------- |
| ♥           | U+2665 BLACK HEART SUIT                      | &#x2665; або &#9829; або &hearts; | Alt + 3    |
| ♡           | U+2661 WHITE HEART SUIT                      | &#x2661; або &#9825;              |            |
| ❤           | U+2764 HEAVY BLACK HEART                     | &#x2764;                          |            |
| ❥           | U+2765 ROTATED HEAVY BLACK HEART BULLET      | &#x2765;                          |            |
| ❣           | U+2763 HEAVY HEART EXCLAMATION MARK ORNAMENT | &#x2763;                          |            |

## Математичний опис
Є декілька математичних формул, які призводять до утворення кривих схожих на символ серця. Найвідоміша з них — кардіоїда, яка є окремим випадком равлика Паскаля, епіциклоїди та синусоїдальної спіралі. Іншими кривими, такими як (x2+y2−1)3−x2y3=0, можна домогтися кращого наближення до форми серця.
|  |  | {\displaystyle \textstyle {\binom {16\sin ^{\scriptscriptstyle 3}t}{13\cos {}t-5\cos 2t-2\cos 3t-\cos 4t}}} |